# Anthony Ashley-Cooper, VIII conte di Shaftesbury
Anthony Ashley-Cooper, VIII conte di Shaftesbury (27 giugno 1831 – 13 aprile 1886), è stato un nobile e ufficiale inglese.

## Biografia
Era il figlio di Anthony Ashley-Cooper, VII conte di Shaftesbury, e di sua moglie, lady Emily Cowper.

## Carriera
Fu una cornetta nel Dorsetshire Yeomanry, il 26 luglio 1856, e promosso a tenente il 21 gennaio 1857. Il 27 gennaio 1857 è stato nominato vice sottotenente di Dorset. È stato un deputato per Hull (1857-1859) e Cricklade (1859-1865). È stato un patrono e membro della Società per la repressione del commercio dell'oppio.
Il 7 giugno 1858, è stato tenente dell'Antrim Royal Rifle Regiment of Militia. Il 16 marzo 1860, è stato tenente del South Middlesex Rifle Volunteer Corps. Il 17 settembre 1860 è stato capitano della London Irish Volunteer Corps.
Il 7 settembre 1860 è stato promosso a capitano dell'Antrim Militia. Il 6 febbraio 1862 è stato promosso a tenente colonnello del Dorsetshire Regiment of Militia.
Il 12 maggio 1875 è stato nominato luogotenente comandante della London Corps of Royal Naval Artillery Volunteers e il 7 giugno 1880 è stato comandante onorario della London Brigade.

## Matrimonio
Sposò, il 22 agosto 1857, lady Harriet Chichester, unica figlia di George Chichester, III marchese di Donegall. Ebbero sei figli:
- Lady Margaret Ashley-Cooper (1858-1931), sposò Theophilus Levett, non ebbero figli;
- Lady Evelyn Harriet Ashley-Cooper (27 giugno 1865-22 gennaio 1931), sposò in prime nozze James McGarel-Hogg, II barone Magheramorne, ebbero un figlio, e in seconde nozze Hugo Baring, ebbero un figlio;
- Lady Mildred Ashley-Cooper (1867–4 marzo 1958), sposò George Higginson Allsopp, ebbero due figli;
- Lady Susan Violet Ashley-Cooper (18 luglio 1868-16 dicembre 1938), sposò Walter Erskine, XII conte di Mar, ebbero tre figli;
- Anthony Ashley-Cooper, IX conte di Shaftesbury (31 agosto 1869-25 marzo 1961);
- Lady Maud Ethel Ashley-Cooper (16 dicembre 1870-3 settembre 1945), sposò George Warrender, ebbero tre figli.

## Morte
Nel 1885 successe al padre. Morì suicida sei mesi dopo, il 13 aprile 1886.

## Ascendenza
|                                                  |                                           |                                           | Genitori                                 |  |  | Nonni |  |  | Bisnonni                                       |  |  | Trisnonni                                       |  |
|                                                  |                                           |                                           |                                          |  |  |       |  |  | Anthony Ashley-Cooper, IV conte di Shaftesbury |  |  | Anthony Ashley-Cooper, III conte di Shaftesbury |  |
|                                                  |                                           |                                           |                                          |  |  |       |  |  | Anthony Ashley-Cooper, IV conte di Shaftesbury |  |  | Anthony Ashley-Cooper, III conte di Shaftesbury |  |
|                                                  |                                           | Jane Ewer                                 |                                          |  |  |       |  |  | Anthony Ashley-Cooper, IV conte di Shaftesbury |  |  |                                                 |  |
| Cropley Ashley-Cooper, VI conte di Shaftesbury   |                                           |                                           |                                          |  |  |       |  |  | Anthony Ashley-Cooper, IV conte di Shaftesbury |  |  |                                                 |  |
|                                                  |                                           | Mary Bouverie                             | Jacob Bouverie, I visconte Folkestone    |  |  |       |  |  |                                                |  |  |                                                 |  |
|                                                  |                                           | Mary Bouverie                             | Jacob Bouverie, I visconte Folkestone    |  |  |       |  |  |                                                |  |  |                                                 |  |
|                                                  |                                           | Mary Bouverie                             | Mary Clarke                              |  |  |       |  |  |                                                |  |  |                                                 |  |
| Anthony Ashley-Cooper, VII conte di Shaftesbury  |                                           | Mary Bouverie                             |                                          |  |  |       |  |  |                                                |  |  |                                                 |  |
|                                                  |                                           | George Spencer, IV duca di Marlborough    | Charles Spencer, III duca di Marlborough |  |  |       |  |  |                                                |  |  |                                                 |  |
|                                                  |                                           | George Spencer, IV duca di Marlborough    | Charles Spencer, III duca di Marlborough |  |  |       |  |  |                                                |  |  |                                                 |  |
|                                                  |                                           | George Spencer, IV duca di Marlborough    | Elizabeth Trevor                         |  |  |       |  |  |                                                |  |  |                                                 |  |
| Anne Spencer                                     |                                           | George Spencer, IV duca di Marlborough    |                                          |  |  |       |  |  |                                                |  |  |                                                 |  |
|                                                  |                                           | Caroline Russell                          | John Russell, IV duca di Bedford         |  |  |       |  |  |                                                |  |  |                                                 |  |
|                                                  |                                           | Caroline Russell                          | John Russell, IV duca di Bedford         |  |  |       |  |  |                                                |  |  |                                                 |  |
|                                                  |                                           | Caroline Russell                          | Gertrude Leveson-Gower                   |  |  |       |  |  |                                                |  |  |                                                 |  |
| Anthony Ashley-Cooper, VIII conte di Shaftesbury |                                           | Caroline Russell                          |                                          |  |  |       |  |  |                                                |  |  |                                                 |  |
|                                                  | George Clavering-Cowper, III conte Cowper | William Clavering-Cowper, II conte Cowper |                                          |  |  |       |  |  |                                                |  |  |                                                 |  |
|                                                  | George Clavering-Cowper, III conte Cowper | William Clavering-Cowper, II conte Cowper |                                          |  |  |       |  |  |                                                |  |  |                                                 |  |
|                                                  | George Clavering-Cowper, III conte Cowper | Henrietta de Nassau d'Auverquerque        |                                          |  |  |       |  |  |                                                |  |  |                                                 |  |
| Peter Cowper, V conte Cowper                     | George Clavering-Cowper, III conte Cowper |                                           |                                          |  |  |       |  |  |                                                |  |  |                                                 |  |
|                                                  |                                           | Hannah Anne Gore                          | Charles Gore                             |  |  |       |  |  |                                                |  |  |                                                 |  |
|                                                  |                                           | Hannah Anne Gore                          | Charles Gore                             |  |  |       |  |  |                                                |  |  |                                                 |  |
|                                                  |                                           | Hannah Anne Gore                          | Mary Cockerill                           |  |  |       |  |  |                                                |  |  |                                                 |  |
| Emily Cowper                                     |                                           | Hannah Anne Gore                          |                                          |  |  |       |  |  |                                                |  |  |                                                 |  |
|                                                  |                                           | Peniston Lamb, I visconte Melbourne       | Matthew Lamb, I baronetto                |  |  |       |  |  |                                                |  |  |                                                 |  |
|                                                  |                                           | Peniston Lamb, I visconte Melbourne       | Matthew Lamb, I baronetto                |  |  |       |  |  |                                                |  |  |                                                 |  |
|                                                  |                                           | Peniston Lamb, I visconte Melbourne       | Charlotte Coke                           |  |  |       |  |  |                                                |  |  |                                                 |  |
| Emily Lamb                                       |                                           | Peniston Lamb, I visconte Melbourne       |                                          |  |  |       |  |  |                                                |  |  |                                                 |  |
|                                                  |                                           | Elizabeth Milbanke                        | Ralph Milbanke, V baronetto              |  |  |       |  |  |                                                |  |  |                                                 |  |
|                                                  |                                           | Elizabeth Milbanke                        | Ralph Milbanke, V baronetto              |  |  |       |  |  |                                                |  |  |                                                 |  |
|                                                  |                                           | Elizabeth Milbanke                        | Elizabeth Hedworth                       |  |  |       |  |  |                                                |  |  |                                                 |  |
|                                                  |                                           | Elizabeth Milbanke                        |                                          |  |  |       |  |  |                                                |  |  |                                                 |  |